# 海口礁
海口礁是位于中国南沙群岛东部的一个环礁，在信义礁以东约20海里，长约2.6公里，宽约1.8公里，礁湖水深，无礁门。低潮时整环礁出露。

## 歷史
目前中国和菲律宾都声称拥有海口礁的主权。
1935年中华民国水陆地图审查委员会公布的名称为“东北调查礁”，1947年中华民国内政部方域司公布的名称为“海口暗沙”，1983年中华人民共和国中国地名委员会公布的标准名称为“海口礁”。因海口礁形似盆子，故中国渔民向称“脚跋”（意为洗脚的盆子）。西方文献一般称为“Investigator Northeast Shoal”。1987年，中国南沙综合科考队对南沙群岛进行综合调查，曾登陆海口礁，并留下了中国石碑和标识物，后被菲律宾军队拆除。